# Igreja de Santa Maria de Nazaré (Veneza)

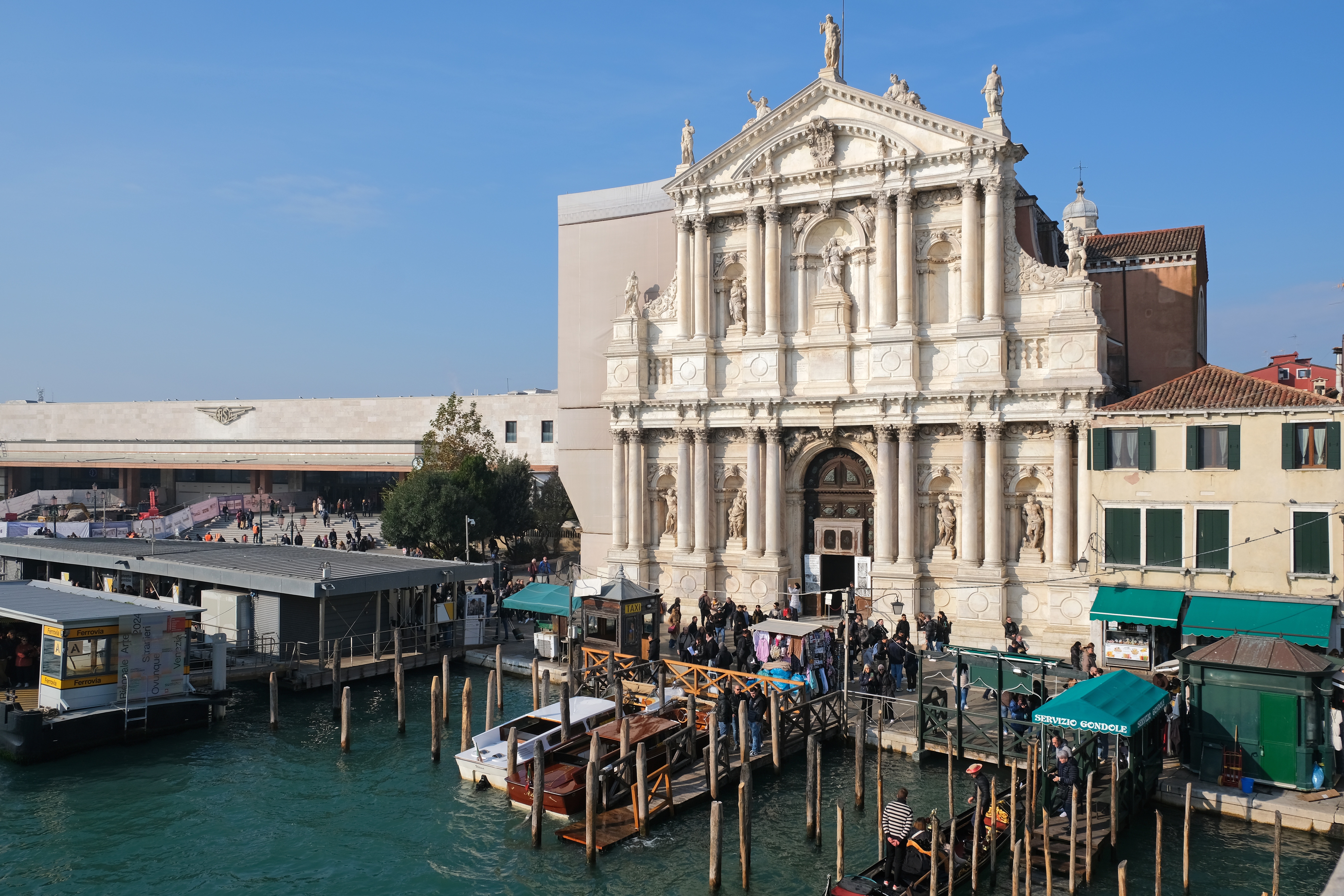
Igreja de Santa Maria degli Scalzi na fachada de Veneza no Grande Canal

A Igreja de Santa Maria de Nazaré ou Igreja dos Descalços (chiesa di Santa Maria di Nazareth ou chiesa degli Scalzi, em italiano ) é uma igreja católica em Veneza, Itália. Foi consagrada em 1705, mas passou por uma grande restauração entre 1853 e 1862 pelo governo austríaco. Ferdinando II Gonzaga, quinto e último príncipe de Castiglione, foi sepultado no seu interior em 11 de fevereiro de 1723.